# Mis-Teeq (album)
Mis-Teeq este primul album de compilație al grupului muzical britanic Mis-Teeq. Acesta a fost lansat doar în Canada și S.U.A., unde a obținut poziții nesatisfăcătoare în clasamentele de specialitate. Materialul a fost realizat cu ajutorul unor producători precum: Stargate, Ed Case, Blacksmith, Rishi Rich sau Joe.
De pe material au fost promovate în America de Nord două cântece, „Scandalous” și „One Night Stand”. Primul s-a bucurat de un succes mediu în Billboard Hot 100, câștigând locul cu numărul 35, în timp ce ultimul a deveit un hit de top 5 în Billboard Hot Dance Club Play.

## Lista cântecelor
| #   | Title                                             | Time |
| --- | ------------------------------------------------- | ---- |
| 1.  | „Scandalous” (editare radio)                      | 3:59 |
| 2.  | „One Night Stand” (remix de Stargate)             | 3:24 |
| 3.  | „Best Friends”                                    | 4:38 |
| 4.  | „Can't Get It Back” (remix de Ignorants)          | 3:35 |
| 5.  | „Home Tonight” (în colaborare Joe)                | 3:51 |
| 6.  | „Roll On” (remix de Blacksmith Rub)               | 3:59 |
| 7.  | „All I Want” (remix de Sunship)                   | 3:27 |
| 8.  | „That's Just Not Me” (în colaborare cu Baby Cham) | 3:52 |
| 9.  | „How Does It Feel”                                | 3:47 |
| 10. | „B With Me”                                       | 4:28 |
| 11. | „Do Me Like That”                                 | 4:21 |
| 12. | „Dance Your Cares Away”                           | 3:57 |
| 13. | „Can't Get It Back” (remix de Salaam Remi)        | 4:04 |

## Clasamente
| Clasament             | Poziția maximă | Referință |
| --------------------- | -------------- | --------- |
| Billboard 200         | 125            | [ 2 ]     |
| Billboard R&B Albums  | 81             | [ 2 ]     |
| Billboard Heatseekers | 4              | [ 2 ]     |